# Stig Zetterberg
Stig Carl Zetterberg, född 24 mars 1919 i Sundsvall i Västernorrlands län, död 29 juni 2007 i Sunningdale i Storbritannien, var en svensk ingenjör och företagsledare.
Stig Zetterberg var son till civilingenjören Albin Zetterberg och Carin Steiner samt bror till Sven Zetterberg. Efter studentexamen 1937 gick han på Chalmers Tekniska Högskola (CTH) i Göteborg där han avlade examen 1941. Han var han assistent i elektromaskinlära vid CTH 1943–1945. Han läste också vid 
Handelshögskolan i Göteborg (HHG) och efter examen där 1946 fick han anställning på Asea i Västerås. Stig Zetterberg blev försäljningsingenjör vid Asea i Paris 1950 och fortsatte vid Asea i Montreal 1953. Han blev verkställande direktör vid Asea i New York 1956 och gick över till Asea i London 1963.
Han var styrelseordförande i Asea Electric Inc i New York 1956–1963, styrelseledamot i Svenska Handelskammaren i USA 1960–1963 och vid Asea Ltd i London från 1963.
Stig Zetterberg gifte sig 1949 med Inger Hanson (1924–2008), dotter till direktören Eric Hanson och Märtha Gustafsson. De fick barnen Fredrik (född 1950), Kristina (född 1952) och Peter (född 1957). Han är begravd på Örgryte gamla kyrkogård tillsammans med hustrun och hennes föräldrar.